# Louis Georges Gouy

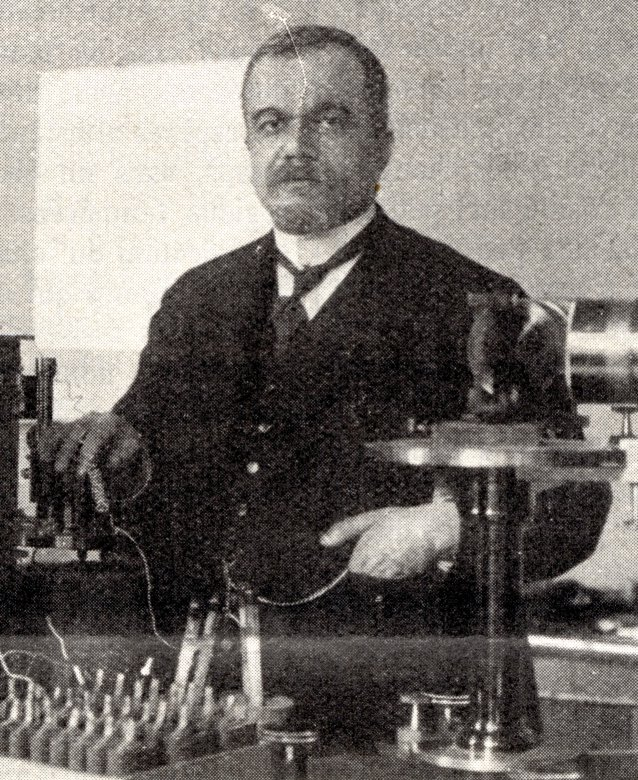
Louis Georges Gouy

Louis Georges Gouy (* 19. Februar 1854 in Vals-les-Bains; † 27. Januar 1926) war ein  französischer Physiker.

## Biographie
Gouy war Professor in Lyon. Zusammen mit David Leonard Chapman (1869–1958) entwickelte er eine Theorie der elektrochemischen Doppelschicht, siehe Gouy-Chapman-Doppelschicht.
Bekannt wurde er zudem für die experimentelle Entdeckung der Gouy-Phasenschiebung bei der Ausbreitung von Licht als Strahlenbündel durch einen Fokus. Weiterhin führte er bedeutende experimentelle Untersuchungen zur abschließenden Klärung der Brownschen Bewegung durch, die eine der Bewegung der Moleküle in einem Gas identische Ursache habe.
Seit 1901 war er Mitglied der Académie des sciences.